# 한국의 천문학
한국의 천문학(韓國-天文學)은 삼국시대 이전부터 시작되었다.

## 선사시대
선사시대의 고인돌 덮개돌에서 별자리의 모양이 발견되었다.

## 삼국시대
한국의 역대 왕조는 천상(天象)을 국가와 왕자(王者)의 안위(安危)를 내다보기 위한 점성적(占星的)인 것으로 보았으며, 특히 일·월식의 예언은 곧 국가적 권위를 백성들에게 과시하는 결과가 되었다. 이러한 하늘의 현상에 대한 민감성은 천문학을 발전시키는 주요 원인이 되었다. 기원전 108년 한사군 설치 이후 중국 한대문화(漢代文化)가 유입되면서 중국의 우주관인 개천설(蓋天說)과 혼천설(渾天說)이 들어와서 4·5세기경에는 삼국의 천문학 속에 토착화되었다. 그것은 먼저 고구려, 다음에는 백제와 신라에서 그 영향이 발견된다. 고구려의 여러 고분(古墳)에 그려진 일월성신도(日月星辰圖)와 그 구조의 특징에서, 특히 백제와 신라의 천문대에서 제1차적 개천설, 즉 천원지방(天圓地方)의 사상적 상징을 찾을 수 있다.
대표적인 천문대로는 신라의 첨성대, 고구려의 첨성대와 백제의 점성대를 들 수 있다. 이 중 고구려의 첨성대는 그 터가 발굴되었다는 보도가 있으며, 백제의 점성대(占星臺)는 기록만 남아 있다.

## 고려시대
천문학에 있어서는 천체관측이 특히 발달하였으며, 그 관측기록은 독자적이고 정확한 것으로 정평이 있다.
개성 만월대 서쪽에 세운 개성 첨성대가 보존되어 있다.

## 조선시대
조선의 천문학은 고려의 제도를 계승하여 서운관(書雲觀)을 두고 천체관측과 기상관측기계의 제작과 시설의 정비, 관측 제도의 완비와 자주적 역법체계(曆法體系)의 확립을 위하여 노력하였다.

### 조선 전기
세종 15년(1433년)에는 천문관측 의상(儀象)인 혼천의(渾天儀)를 완성하였고 또한 간의대(簡儀臺)와 간의(簡儀)를 두어 본격적인 천문학 발전의 기틀을 확립하였다. 이어서 해시계인 앙부일구(仰釜日晷)와 물시계인 자격루(自擊漏)를 만들었고 자주적 역법(曆法)의 확립을 위하여 역서(曆書)인 《칠정산내외편(七政算內外篇)》을 간행하니 조선의 역법은 완전히 정비되었다. 그러나, 우주의 본질과 체계에 관한 이론은 중국 고대의 혼천설(渾天說)에서 벗어나지 못하고 있었다.
역법
조선은 고려에 이어 대통력(大統曆)을 썼지만 일월교식(日月交蝕) 및 5성(星)의 행도(行度)는 곽수경(郭守敬)의 수시력(授時曆) 시행 이후 그 산술(算術)을 알지 못하여 세종대까지의 조선의 역서(曆書)에는 일월교식 및 5성의 두 부분을 빼놓지 않을 수 없었다. 세종은 그것을 추보(追補)하여 보완케 하였고, 세종 15년(1433) 정인지(鄭麟趾), 정초(鄭招), 김담(金淡), 이순지(李純之) 등의 학자들에게, 그간 연경(燕京)을 표준으로 추산한 역서를 교정하지 않고 사용한 데서 온 착오를 해소하기 위해서, 역서인 《칠정산내외편(七政算內外篇)》을 찬하도록 하였다. 《칠정산내외편》의 완성으로 조선의 역법은 완전히 정비되어, 이 때부터 대통력을 ‘중국력’이라 하였고 《칠정산내편》은 본국력(本國曆)이라 했으니 조선은 오랫동안의 중국역법 의존에서 어느 정도 독자적 역법을 만들어 낼 수 있는 단계에까지 이를 수 있게 되었다. 이리하여, 연산군 10년(1504년) 12월에는 처음으로 한글로 된 역서의 간행을 계획하여 번역을 하게 하는 등 역서의 보급이 일반화되어 갔다. 그러나 성종 대 이후 차츰 침체하기 시작한 조선의 천문학과 수학은 선조(宣祖) 대에 임진왜란의 극심한 전화(戰火)를 치르고 난 후 더욱 급격히 침체화하여 독자적 역법의 계산이 점점 어려워지게 되었다.

### 조선 후기
침체되었던 일부 사회의 내면적 요구와 절정기에 들어선 청나라 문화의 외부적인 자극과 영향은 효종대(孝宗代)의 시헌역법의 시행을 가져오게 했고 현종대의 천문시계의 제작, 숙종대의 북극고도(北極高度)의 새로운 측정, 천문도의 재각(再刻) 등 새로운 기운이 싹트기 시작하였다.
서양천문학의 도입
서양천문학은 인조 9년(1631) 7월에 정두원(鄭斗源) 일행이 명(明)에서 육약한(陸若漢, Johannes Rodriguez)에게 서양천문학의 추산법(推算法)을 배우고 돌아올 때 가지고 온 양마낙(陽瑪諾, E. Diaz)의 《천문략(天問略)》에 의해 처음으로 조선에 전하여졌다. 그 후 인조 23년(1645년)에 소현세자(昭顯世子)가 청나라에서 돌아올 때 가지고 온 탕약망(湯若望, Adam Schall)이 번역한 서양천문학서와, 다음해에 김육(金堉, 1580~1658)이 가져온 탕약망의 천문역학서(天文曆學書)에 의하여 서양천문학은 거의 완전하게 조선 천문학자들에게 전하여지고 또 받아들여졌다. 이리하여 브라헤의 지구를 중심으로 한 우주구조 체계는 효종 4년(1653) 시헌역법이 조선에 시행될 때를 거의 같이하여 그 때까지의 전통적 우주관이었던 혼천설(渾天說)을 대체하기 시작하여 18세기 초(英祖代)까지는 조선의 공인된 우주관으로 확정되어 《문헌비고(文獻備考)》〈상위고(象緯考)〉에는 천지(天地)에 대하여 마테오리치(利馬竇, Matteo Ricci)의 ‘12중천설(十二重天說)’을 정설로서 기술하기에 이르렀다.
역법
임진왜란 후 중국에서는 청나라가 일어나 1636년에 시헌력으로 개력(改曆)을 하니 조선에서도 김육(金堉), 김상원(金尙苑) 등의 노력으로 효종 4년(1653) 시헌력을 그 다음해부터 시행하기로 결정하였다. 영조 48년(1772)에는 칠정백중력(七政百中曆)을 시헌역법으로써 편성하여 《시헌칠정백중력》을 간행하여 사용하였는데 그것이 정조 5년(1781년)에서 끝나게 되니 정조 4년(1780)에는 백중력(百中曆)을 만들어 대통역법(大統歷法)과 시헌역법을 함께 실어 간행하고, 그것을 바탕으로 정조 6년(1782)에는 《천세력(千歲曆)》을 만들어 간행하였다. 또한 남병길(南秉吉)은 천문역법(天文曆法)을 배우는 학생들이 가장 어려워하는 시헌역법의 산법(算法)을 가르치기 위한 교과서로서 《시헌기요(時憲紀要)》 2권 2책을 저술하여 철종 11년(1866)에 간행하였다. 고종 31년(1894년) 11월에는 서양의 태양력(太陽曆)을 쓰되 시헌력을 참용(參用)하기로 결정하고 공식적으로는 태양력을 시행하였으나 절후(節侯)와 기진(忌辰)·생일(生日) 등의 행사에는 모두 시헌력을 그대로 썼다. 광무(光武) 8년(1904년) 《천세력(千歲曆)》을 개정하여 《만세력(萬歲曆)》으로 하고 널리 간행하였다.

### 천체 관측
조선의 전후기를 통한 일식관측기사(日蝕觀測記事)를 《증보문헌비고(增補文南犬備考)》 〈상위고(象緯考)〉에서 종합하여 보면, 총계 190회에 달한다. 《조선왕조실록》에 기록된 일월식 기사에 의하면, 당시 관측규정은 《서운관지(書雲觀志)》의 일월식관측 규정대로 식(蝕)의 시각과 시간, 방향, 정도 등을 관측하고 도시(圖示)하였다. 조선의 전후기를 통한 혜성관측기록은 모두 103회에 달한다. 이 밖에도 수백회에 달하는 태양의 흑점(黑點), 유성(流星), 성운(星隕) 및 유성우［星隕雨］ 등의 관측기록이 남아 있다.

## 같이 보기
- 천상열차분야지도
- 조선의 과학과 기술